# Lovaglás az 1980. évi nyári olimpiai játékokon
Az 1980. évi nyári olimpiai játékokon a lovaglásban hat versenyszámot rendeztek.

## Éremtáblázat
(A rendező ország csapata és a magyar érmesek eltérő háttérszínnel, az egyes számoszlopok legmagasabb értéke, vagy értékei vastagítással kiemelve.)
| Az 1980. évi nyári olimpiai játékok éremtáblázata lovaglásban | Az 1980. évi nyári olimpiai játékok éremtáblázata lovaglásban | Az 1980. évi nyári olimpiai játékok éremtáblázata lovaglásban | Az 1980. évi nyári olimpiai játékok éremtáblázata lovaglásban | Az 1980. évi nyári olimpiai játékok éremtáblázata lovaglásban | Olimpia  |
| ------------------------------------------------------------- | ------------------------------------------------------------- | ------------------------------------------------------------- | ------------------------------------------------------------- | ------------------------------------------------------------- | -------- |
|                                                               | Ország                                                        | Arany                                                         | Ezüst                                                         | Bronz                                                         | Összesen |
| 1.                                                            | Szovjetunió (URS)                                             | 3                                                             | 3                                                             | 2                                                             | 8        |
| 2.                                                            | Lengyelország (POL)                                           | 1                                                             | 1                                                             | 0                                                             | 2        |
| 2.                                                            | Olaszország (ITA)                                             | 1                                                             | 1                                                             | 0                                                             | 2        |
| 4.                                                            | Ausztria (AUT)                                                | 1                                                             | 0                                                             | 0                                                             | 1        |
|                                                               |                                                               |                                                               |                                                               |                                                               |          |
| 5.                                                            | Bulgária (BUL)                                                | 0                                                             | 1                                                             | 0                                                             | 1        |
|                                                               |                                                               |                                                               |                                                               |                                                               |          |
| 6.                                                            | Mexikó (MEX)                                                  | 0                                                             | 0                                                             | 3                                                             | 3        |
| 7.                                                            | Románia (ROU)                                                 | 0                                                             | 0                                                             | 1                                                             | 1        |
|                                                               |                                                               |                                                               |                                                               |                                                               |          |
| Összesen                                                      | Összesen                                                      | 6                                                             | 6                                                             | 6                                                             | 18       |

## Érmesek
| Az 1980. évi nyári olimpiai játékok érmesei lovaglásban | | | |
| Versenyszám                                             | Arany | Ezüst | Bronz |
| Díjlovaglás egyéni                                      | Elisabeth Theurer Mon Cherie · Ausztria (AUT) · 1370                                                                                     | Jurij Kovsov Igrok · Szovjetunió (URS) · 1300                                                                                                 | Viktor Ugrjumov Szkval · Szovjetunió (URS) · 1234                                                                                             |
| Díjlovaglás csapat                                      | Szovjetunió (URS) · Jurij Kovsov Igrok · Viktor Ugrjumov Szkva · Vera Miszevics Plot · 4383                                              | Bulgária (BUL) · Petar Mandadzsiev Stcsibor · Szvetoszlav Ivanov Aleko · Georgi Gadzsev Vnimatelen · 3580                                     | Románia (ROU) · Anghelache Donescu Dor · Dumitru Veliku Deceba · Petre Roşca Derbist · 3346                                                   |
| Díjugratás egyéni                                       | Jan Kowalczyk Artemor · Lengyelország (POL) · 8                                                                                          | Nyikolaj Korolkov Espadron · Szovjetunió (URS) · 9.50                                                                                         | Joaquín Pérez Alymony · Mexikó (MEX) · 12 |
| Díjugratás csapat                                       | Szovjetunió (URS) · Vjacseszlav Csukanov Gepatit · Viktor Poganovszkij Topki · Viktor Aszmajev Reis · Nyikolaj Korolkov Espadron · 20.25 | Lengyelország (POL) · Marian Kozicki Bremen · Jan Kowalczyk Artemor · Wiesław Hartman Norton · Janusz Bobik Szampan · 56.00                   | Mexikó (MEX) · Joaquín Pérez Alymony · Jesús Gómez Portugal Massacre · Gerardo Tazzer Caribe · Alberto Valdés Lacarra Lady Mirka · 59.75      |
| Lovastusa egyéni                                        | Federico Roman Rossinan · Olaszország (ITA) · 108.60                                                                                     | Alekszandr Blinov Galzun · Szovjetunió (URS) · 120.80                                                                                         | Jurij Szalnyikov Pintset · Szovjetunió (URS) · 151.60                                                                                         |
| Lovastusa csapat                                        | Szovjetunió (URS) · Alekszandr Blinov Galzun · Jurij Szalnyikov Pintset · Valerij Volkov Tszheti · Szergej Rogozsin Gelespont · 457.00   | Olaszország (ITA) · Federico Roman Rossinan · Anna Casagrande Daleye · Mauro Roman Dourakin 4 · Marina Sciocchetti Rohan de Lechereo · 656.20 | Mexikó (MEX) · Manuel Mendívil Remember · Rios David Bárcena Bombona · Soto José Luis Pérez Quelite · Lopez Fabián Vázquez Cocaleco · 1172.85 |